# Unione Sportiva Gladiator 1984-1985
Questa voce raccoglie le informazioni riguardanti l'Unione Sportiva Gladiator nelle competizioni ufficiali della stagione 1984-1985.

## Rosa
| N. |                   | Ruolo | Calciatore              |
| -- | ----------------- | ----- | ----------------------- |
|    | Italia (bandiera) | C     | Luigi Buono             |
|    | Italia (bandiera) | C     | Mario Pio Caneschi      |
|    | Italia (bandiera) | C     | Stefano Cappiello       |
|    | Italia (bandiera) | C     | Vincenzo Carannante     |
|    | Italia (bandiera) |       | Cavaliere               |
|    | Italia (bandiera) | D     | Raffaele D'Agostino     |
|    | Italia (bandiera) | D     | Giuseppe D'Alessandro   |
|    | Italia (bandiera) | D     | Michele De Stefano      |
|    | Italia (bandiera) | A     | Lugi Di Baia            |
|    | Italia (bandiera) | D     | Nello Di Costanzo       |
|    | Italia (bandiera) | C     | Francesco Di Rienzo (I) |

| N. |                   | Ruolo | Calciatore               |
| -- | ----------------- | ----- | ------------------------ |
|    | Italia (bandiera) | C     | Salvatore Di Rienzo (II) |
|    | Italia (bandiera) | D     | Ciro Di Rosa             |
|    | Italia (bandiera) | P     | Antonino Elefante        |
|    | Italia (bandiera) | C     | Dario Fratini            |
|    | Italia (bandiera) | D     | Vincenzo La Manna        |
|    | Italia (bandiera) | C     | Michele Massaro          |
|    | Italia (bandiera) | A     | Francesco Puntureri      |
|    | Italia (bandiera) | A     | Giovanni Rea             |
|    | Italia (bandiera) | P     | Tiberio Russolillo       |
|    | Italia (bandiera) |       | Tino                     |
|    | Italia (bandiera) | C     | Guido Veglia             |